# 学校法人長戸路学園
学校法人長戸路学園（がっこうほうじんながとろがくえん）とは、千葉県に所在する学校法人であり、高等学校の経営をしている。姉妹法人の学校法人千葉敬愛学園と敬愛グループを形成している。

## 運営学校
- 敬愛大学八日市場高等学校
- 横芝敬愛高等学校